# Ислам в Сомали

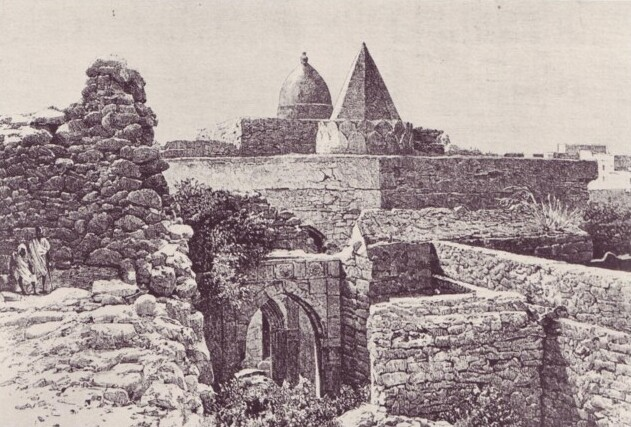
Мечеть Фахр ад-Дин, построенная в 1269 году по велению первого султана Султаната Могадишо Фахр ад-Дин

Ислам в Сомали является государственной религией. По разным данным от 99 % до 99,8 % населения страны исповедует ислам, большинство мусульман сунниты шафиитского мазхаба. В Сомали действуют законы шариата. Временная Конституция Сомали, принятая в 2012 году, также определяет ислам как государственную религию Федеративной Республики Сомали и исламский шариат как основной источник национального законодательства. В Конституции также предусматривается, что закон, который не соответствует основным принципам шариата, также может быть принят. Шариат ограничивает свободу вероисповедания в этой стране.
Сомали является одной из самых опасных стран для христиан в мире. По итогам исследования международной благотворительной христианской организации «Open Doors» за 2015 год, Сомали занимает 2 место в списке стран, где чаще всего притесняют права христиан.

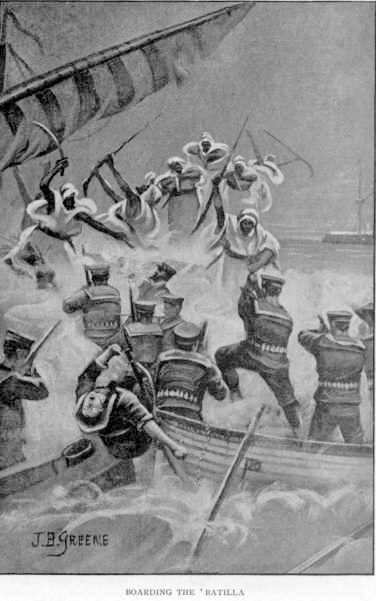
Морской бой между дервишами и британскими моряками.

## История

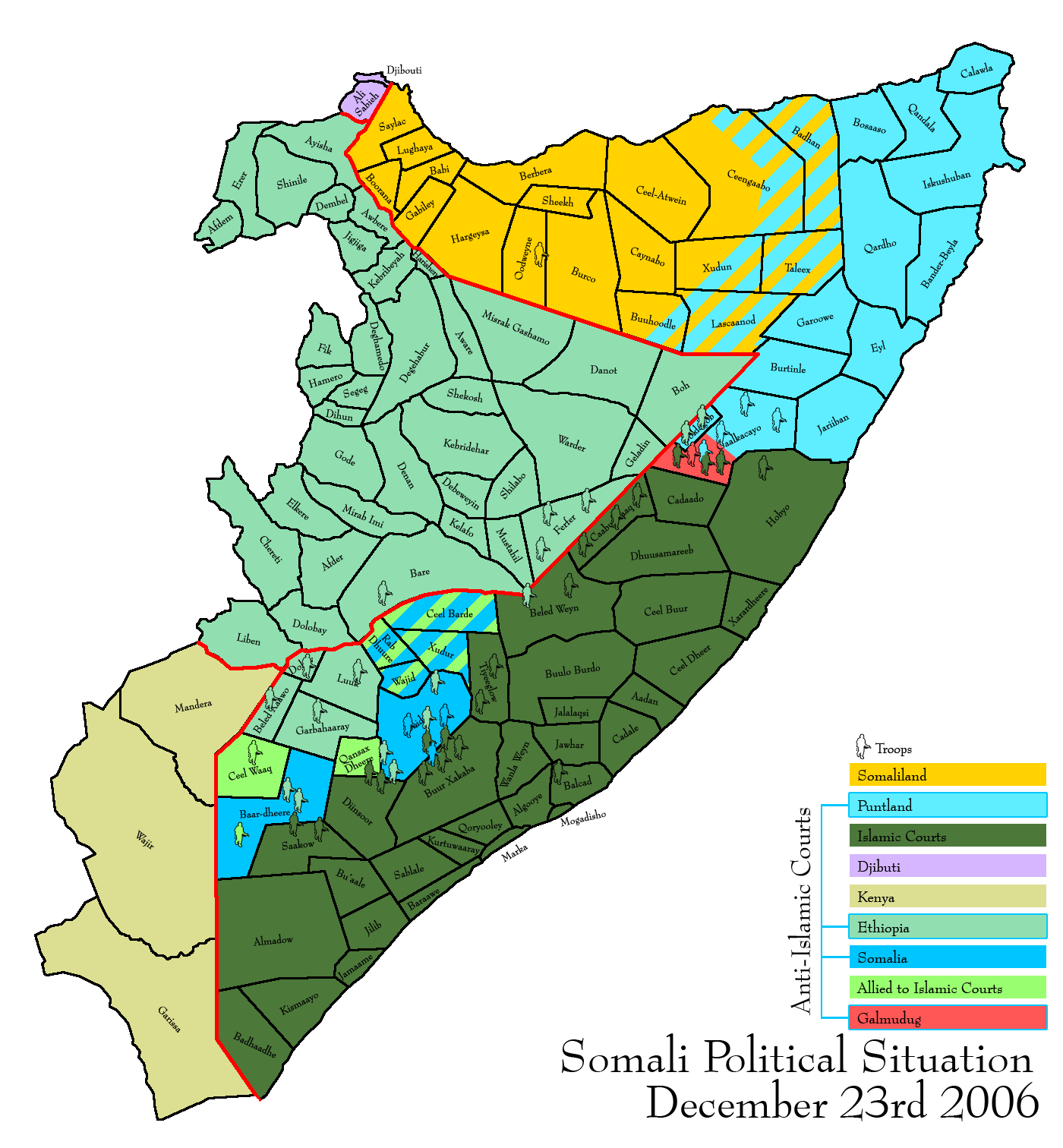
Политическая карта Сомали на 23 декабря 2006: тёмно-зелёным обозначена территория Союза исламских судов во время максимальной экспансии.

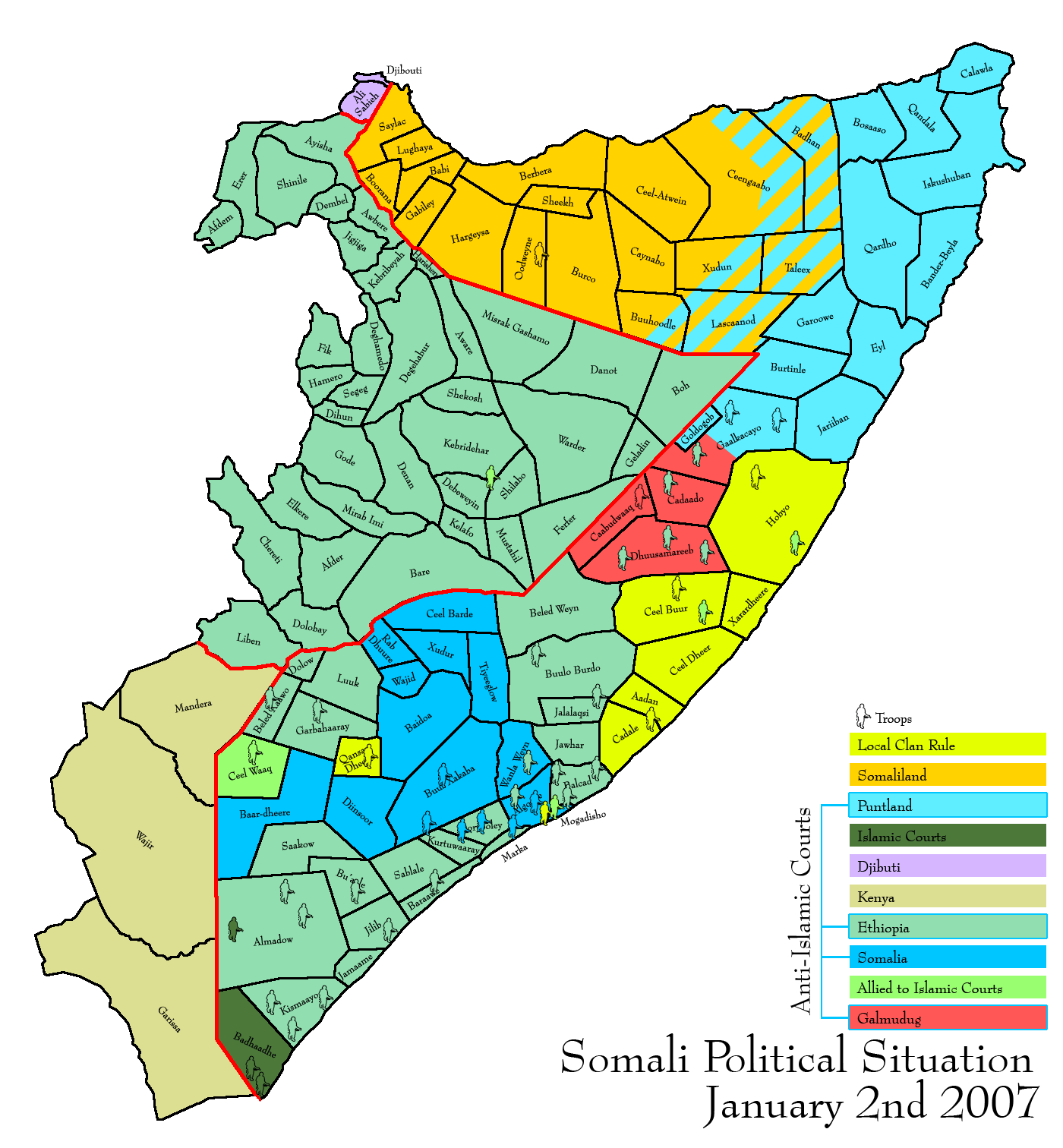
Политическая карта Сомали на 2 января 2007: тёмно-зелёным обозначена территория Союза исламских судов — маленький район на юге страны.

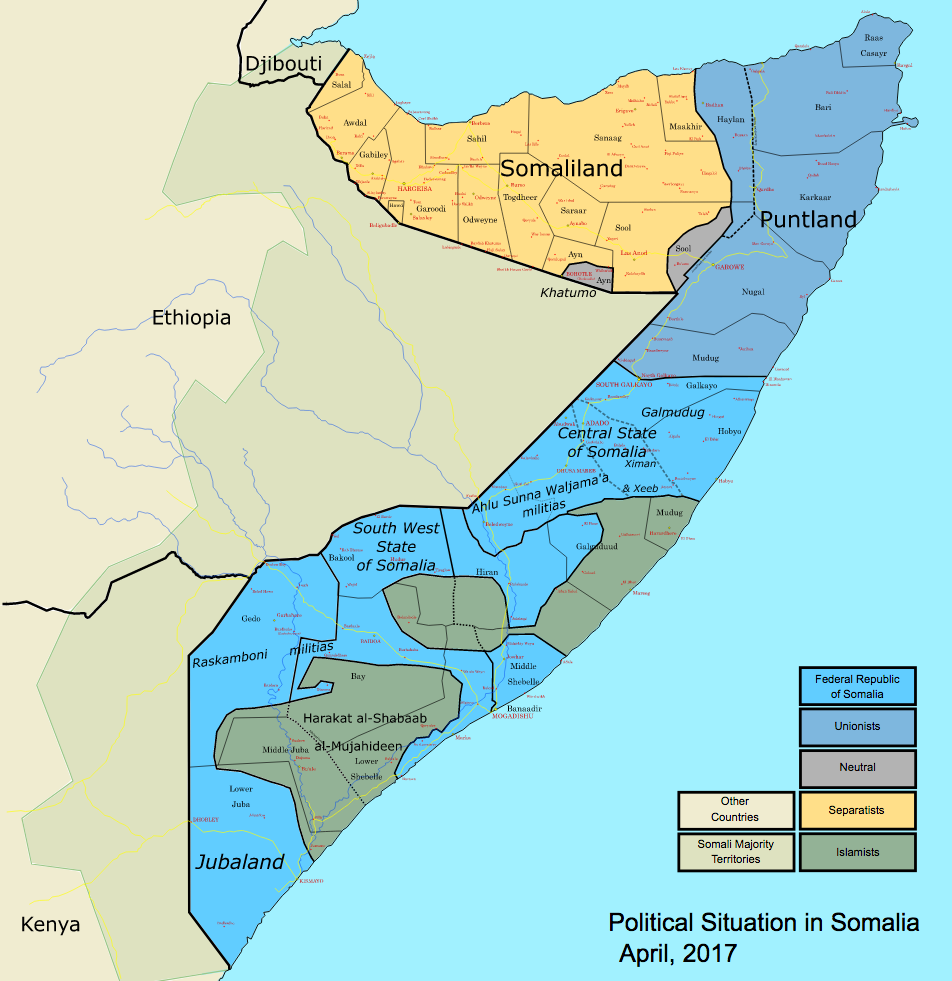
Раскол Сомали на различные политические образования по состоянию на апрель 2017 года. Территория, контролируемая Харакат аш-Шабабом, подписана как Harakat al-Shabaab Mujahideen

Ислам стал распространяться на Африканском роге в VII веке, когда первые мусульмане прибыли сюда с Аравийского полуострова.
В истории распространения и укрепления Ислама в стране важная роль принадлежит духовным наставникам — шейхам Мадару, Абд Ар-Рахману аз-Зайли, Авайсу аль-Барави, Мухаммаду Гулиду и другим.
В XII—XIX вв. на территории современного Сомали существовали различные султанаты, которые вели междоусобные войны и противостояли португальским колонистам в союзе с Османской империей, также объявляли джихад соседним языческим племенам и христианам Эфиопии.
В XIII веке на побережье Сомали возник султанат Ифат и с 1285 года он расширяется в западном направлении, вплоть до восточной части высокогорья в Шоа. В 1320—1344 годах эфиопский император Амдэ-Цыйон I разгромил и опустошил несколько исламских султанатов и эмиратов, однако Ифат отчаянно сопротивлялся его натиску. В 1386 году был разгромлен и погиб султан Ифата Хаквадин I. Та же судьба постигла и правившего после него султана Саад ад-Дина, столица султаната город Зейла (близ нынешнего города Джибути) была разрушена императором Исааком.
На месте павшего Ифата на побережье Аденского залива был основан султанат Адаль со столицей в Даккере близ Харэра. Территория Адала охватывала всю нынешнюю Эритрею, северное Сомали и Джибути, а также эфиопские регионы Афар, Данакиль, Харэр и Огаден, в которых и поныне живёт преимущественно мусульманское население. В XIV—XV веках шли постоянные войны мусульманских султанатов Сомали против христианской Эфиопской империи. В 1516 году эфиопская армия под командованием императора Давида II разбила войска Адала, а его султан Махфуз погиб.
Новое развитие история Адала получила после того, как военачальник и зять покойного Махфуза, Ахмад ибн Ибрагим ал-Гази по прозвищу Левша, в 1520 году свергает султана Абу Бакра и садится на трон. Он объединяет под своей властью мусульман-кочевников племён оромо, сомали и афаров и в 1527 году объявляет христианам джихад (Адало-эфиопская война). К его войску также присоединились иудеи-фалаша. В битве при Шимба-Каре мусульманское войско разгромило эфиопское войско. Получив помощь турецких войск, Ахмад ибн Ибрагим, предприняв несколько походов, к 1533 году захватил почти всю Эфиопию. Не занятыми врагом оказались лишь земли Эфиопского высокогорья. Страна была опустошена кочевниками, христианские святыни разрушены. Император Давид II бежал и скончался в 1540 году, наследник престола был пленён, а вдова императора осаждена в столице.
В 1538 году турки взяли Аден, однако прибывшая в 1541 году к берегам Восточной Африки португальская эскадра под командованием Криштована да Гамы блокировала турок, бомбардировала Сайлу и Могадишо и затем высадила в помощь эфиопским войскам отряд вооружённых огнестрельным оружием солдат численностью в 400 человек. Султан Ахмад ибн Ибрагим погиб в сражении при озере Тана. В 1559 году в столице султаната был убит наследник Ахмада, Баракат. Новый султан, племянник Ахмада, Нур ибн Муджахид, сперва сумел остановить наступление эфиопов и португальцев, в борьбе с ним даже погиб император Клавдий, однако в конце концов также был разгромлен в 1567 году, как и его наследник Мохаммед ибн Наср, павший в 1576 году.
На территории развалившегося султаната Адал возникает новый султанат Харар, населённый преимущественно племенами афар и оромо. Район Зейлы подпадает под влияние Турции, образовавшей на африканском побережье от северной Эритреи и до оконечности Африканского рога к 1578 году свою провинцию Хабеш. В 1813 году Мухаммед Али Египетский добился успеха в Османо-саудовской войне, получил под свой контроль Хабеш. В 1866 году Хабеш был отделён от Джидды и включён в состав Египетского хедивата как отдельная территория. Таким образом, Хабеш перестал существовать в своём традиционном виде. В 1885 году в египетском Судане началось восстание махдистов. Когда египетские войска эвакуировали гарнизоны из Сайлы и Берберы британцы вошли на эти территории и аннексировали их как Британский Сомалиленд. В конце XIX века британцы, итальянцы и эфиопы разделили Сомали на сферы влияния, нарушив традиционные системы кочевий племен и выпаса скота, а также завладев портами полуострова.
В марте 1899 года глава Салиханского дервишского ордена, сомалийский богослов Мухаммед Абдулла бен Хасан, пользуясь поддержкой Кайзеровской Германии, Османской империи, развернул вооружённую борьбу под флагом ислама против британцев, итальянцев и эфиопских феодалов. Он провозгласил исламское Государство дервишей, которое просуществовало вплоть до 1920 года. В 1920 году оно было разгромлено британскими войсками с помощью авиации, а Мухаммед Абдулла бен Хасан бежал и умер в скором времени от гриппа.
В 1960 году Сомали получила независимость. После обретения независимости Сомали предъявила территориальные претензии к соседним странам и территориям — Кении, Эфиопии и Джибути. Правительство страны опубликовало манифест о воссоздании так называемой «Великой Сомали». В 1977 году вспыхнула эфиопо-сомалийская война, закончившаяся поражением Сомали.
Для Сомали последствия войны оказались гораздо более тяжёлыми чем для Эфиопии. Национальная армия так и не сумела оправиться от поражения в Огадене. С 1981 года уже в самой Сомали развернулось партизанское движение, которое переросло в 1988 году гражданскую войну. В 1991 году повстанцы свергли правительство Мохаммеда Сиада Барре, после чего страна утратила все атрибуты единой государственности и распалась на части, контролируемые враждебными друг другу племенными и исламистскими группировками.
После фактического распада сомалийской государственности единственной идеей, которая могла объединить многочисленные племена и кланы, и таким образом восстановить единство нации и государства, оказался ислам. В 1993 году в столичном районе Медина был создан первый исламский суд. Появившись как зонтичная структура стихийно возникавших на местах судов, применявших законы шариата, Союз быстро стал крупной боевой силой. Союз исламских судов завоевал симпатии мирного населения борьбой с бесчинствами, разбоями, аморальностью и наркоторговлей. Весной 2006 года Могадишо стал ареной боёв между исламистами из Союза исламских судов (СИС) и проамериканскими полевыми командирами из Контртеррористического Альянса за Возрождение Мира.
5 июня Союз исламских судов установил полный контроль над столицей. , и с 5 июня по 28 декабря 2006 года контролировал его, чего до того не удавалось ни одной группировке с конца 80-х годов. 14 июня 2006 года исламисты из Союза исламских судов при поддержке тяжёлой техники вошли с трёх направлений в город Джоухар, практически не встретив серьёзного сопротивления, а на следующий день взяли Беледуэйне, в результате чего под их контролем оказался весь юг Сомали.
21 июля лидер СИС шейх Хасан Дахир Авейс призвал «сомалийский народ начать священную войну против эфиопов в Сомали».
24 сентября Союз исламских судов без боя установил контроль над стратегическим портом Кисмайо. Через несколько месяцев исламисты из Союза исламских судов уже контролировали семь из десяти регионов на юге Сомали. 13 декабря исламисты блокировали Байдоа — единственный город, находящийся под контролем Переходного федерального правительства Сомали.
24 декабря ВВС Эфиопии нанесли авиаудары по позициям исламистов. В тот же день правительство Эфиопии объявило о начале операции «против экстремистов из 'Объединенных исламских судов' и иностранных террористических групп», тем самым официально объявив войну «Союзу исламских судов».
Вступив на территорию Сомали и взяв 25 декабря приграничный город Белет-Вейн, правительственные войска при поддержке эфиопской армии и авиации развернули наступление на позиции Союза исламских судов. В ходе Сомалийской войны эфиопская армия, при поддержке США, разгромила подразделения СИС. 28 декабря исламисты без боя оставили Могадишо, после чего в столицу вступили объединённые силы Переходного федерального правительства и Эфиопии. Союз исламских судов был разгромлен, однако основная масса боевиков перешла на подпольное положение. Главным преемником СИС стало радикальное исламистское движение Аль Шабаб. 25 января 2009 года эфиопская армия ушла из Сомали, оставив там переходное правительство и контингент войск Африканского Союза. На следующий день боевики «Аль-Шабаб» без сопротивления захватили Байдоа. Несмотря на это, в феврале новоизбранный президент Сомали Шариф Ахмед согласился пойти на перемирие с исламистами и даже ввести в Сомали нормы шариата. 10 марта правительство проголосовало за введение в Сомали законов шариата, а 18 апреля это решение было одобрено переходным парламентом.
Однако гражданская война в стране не прекращалась. Вслед за выводом эфиопских войск южная часть страны через короткое время перешла под контроль радикальных исламистов, которые заменили местные правительства и ввели повсюду законы шариата на подконтрольной территории.
16 октября 2011 года армия Кении начала военную операцию против Аш-Шабааба. Радикалы объявили «джихад» кенийским военным, которые совместно с силами правительства Сомали проводят операцию по уничтожению боевиков «Аш-Шабааб». 19 ноября 2011 армия Эфиопии вторглась в Сомали, чтобы помочь Кении с наступлением на «Аль-Шабаб». 28 сентября 2012 года в ходе ожесточённого сражения был захвачен город Кисмайо, главная цитадель Аш-Шабаба на юге Сомали.
Тем не менее «Аш-Шабаб» нашёл опору среди кенийских мусульман и сомалийских беженцев в Кении, и смог собрать силы для дальнейшей войны на территории Сомали, а также для увеличения активности в Кении. По мере отвода эфиопских войск из Сомали в 2016 Аш-Шабаб активизируется и частично возвращает утраченные территории. В октябре 2016 года были заняты города Эт-Али, Махас и Хальган провинции Хиран, а также город Тайеглоу провинции Баколь.

## Количество и расселение
Количество мусульман в Сомали по некоторым данным составляет от 99 до 99,8 % населения. Подавляющее большинство мусульман сунниты шафиитского мазхаба. Также есть небольшая группа шиитов исмаилитов. Представлены некоторые суфийские братства, среди которых кадирийа, шазилийа.
На рубеже XXI века наблюдалось все более широкое распространение пуританского суннизма, в том числе в форме мувахидизма и салафизма

## Религиозная свобода
В 2012 году была принята временная конституция, которая позволяет некоторые свободы, но лишь формально. На практике ничего не изменилось, и ислам остается единственной законной религией в стране. За отступничество, богохульство против ислама и любые призывы к свободе вероисповедания грозит смертная казнь.